# Sébastien Piccardo
Sébastien Piccardo, (Sebastiano) né le 22 janvier 1905 à Castelvecchio di Rocca Barbena (Ligurie) et mort le 26 juillet 1983 à Cannes, est un coureur cycliste d'origine italienne naturalisé français le 31 mars 1950, en activité de 1924 à 1935.

## Biographie
C'est sous les couleurs italiennes qu'il réalise toute sa carrière de cycliste professionnel et participe notamment au Tour de France en 1928 et au Tour d'Espagne en 1935.
Il est le frère de Félix (Felice) Piccardo, également coureur cycliste.

## Palmarès
- 1924
  - 2e de la Course de côte du mont Faron
  - 3e de Nice-Puget-Théniers-Nice
  - 3e du Grand Prix de L'Avenir Cycliste de Nice
- 1925
  - Marseille-Nice
  - Course de côte du mont Faron
- 1926
  - Grand Prix d'Antibes
  - Course de côte du mont Faron
  - 5e étape du Tour du Sud-Est
  - 2e du Grand Prix de Cannes
  - 15e de Milan-San Remo
- 1927
  - Nice-Annot-Nice
  - 5e, 8e et 9e étapes du Tour du Sud-Est
  - 3e de Toulon-Nice
- 1928
  - Nice-Annot-Nice
  - 2e de la Course de côte du mont Faron
  - 3e du Grand Prix de L'Avenir Cycliste de Nice
  - 3e de Toulon-Nice
- 1929
  - Nice-Puget-Théniers-Nice
  - Grand Prix de L'Avenir Cycliste de Nice
  - Nice-Annot-Nice
  - 3e de la Course de côte du mont Faron
- 1930
  - Nice-Puget-Théniers-Nice
- 1933
  - 3e de Nice-Annot-Nice
- 1935
  - 14e du Critérium international de cross cyclo-pédestre

## Résultats sur les grands tours

### Tour de France
1 participation :
- 1928 : abandon à la 18e étape

### Tour d'Espagne
1 participation :
- 1935 : abandon à la 4e étape